# Jan Söffner
Jan Söffner (geboren am 20. Mai 1971 in Bonn) ist ein deutscher Romanist und Kulturtheoretiker. Er ist Vizepräsident „Lehre und Didaktik“ der Zeppelin Universität in Friedrichshafen am Bodensee.
Nach dem Abitur im Jahr 1990 am Gymnasium Bonn-Röttgen und dem folgenden Zivildienst absolvierte Jan Söffner ein Propädeutikum in Slawistik an der Universität zu Köln. Im Jahr 1992 studierte er Italienisch, Deutsch und Pädagogik an der Universität Bonn und nahm noch im selben Jahr ein 1999 abgeschlossenes Lehramtsstudium für Deutsch und Italienisch an der Universität zu Köln auf. Gefördert durch das Erasmus-Programm studierte er im Studienjahr 1993/94 an der Universität Florenz, gefolgt von einem Studienaufenthalt an der Ausländeruniversität Perugia im September 1997. 
Von 1999 bis 2004 war er wissenschaftlicher Assistent am Romanischen Seminar der Universität zu Köln. Im Jahr 2003 erfolgte dort die Promotion mit einer Arbeit über die Rahmenstruktur des Decamerone. Von 2004 bis 2007 war Jan Söffner wissenschaftlicher Mitarbeiter in Köln, im Anschluss bis 2010 am Leibniz-Zentrum für Literatur- und Kulturforschung in Berlin. Zunächst Fellow, war er ab Oktober 2011 bis 2014 als wissenschaftlicher Mitarbeiter am Internationales Kolleg Morphomata angestellt. 
Im Jahr 2013 habilitierte er sich an der Universität zu Köln und übernahm im Wintersemester 2014/15 eine Lehrstuhlvertretung für Romanische Philologie und Vergleichende Literaturwissenschaft an der Universität Tübingen. Nach einer sich anschließenden Zeit als Dozent und als Lektoratsleiter beim Wilhelm Fink Verlag in Paderborn folgte 2017 die Berufung auf den Lehrstuhl für Kulturtheorie und Kulturanalyse an der Zeppelin Universität in Friedrichshafen, deren Vizepräsident er ist (Stand: 1. Juli 2020).
Zu seinen Forschungsschwerpunkten gehören Literaturtheorie, Metaphern und Mimesis, Mythologie und Enaktivismus. Regelmäßig verfasst er Beiträge für das Feuilleton der Neuen Zürcher Zeitung.

## Veröffentlichungen (Auswahl)
- Das Decameron und seine Rahmen des Unlesbaren. Winter, Heidelberg 2005.
- Partizipation. Metaphern, Mimesis, Musik und die Kunst, Texte bewohnbar zu machen: Wilhelm Fink, München 2014.
- Metaphern und Morphomata (= Morphomata Lectures Cologne. Band 7). Wilhelm Fink, Paderborn 2015 (online).
- Nachdenken über Game of Thrones. George R. R. Martins A  Song  of  Ice  and  Fire. Wilhelm  Fink, Paderborn 2017.